# Tmsnc
tmsnc es un programa de chat basado en texto para GNU/Linux, que utiliza las redes de Windows Live Messenger. La interfaz está programada usando la biblioteca ncurses, de modo que es fácil portarlo a otros sistemas operativos basados en Unix como GNU/Linux, BSD, Solaris y Mac OS X. Este software es de especial utilidad en entornos donde no se puede disponer de una interfaz gráfica o en equipos de reducidos recursos.
Su licencia es de software libre (IR Public domain license) y su programador inicial es Jonas Broms.